# Evangelisches Gemeindehaus Lübars

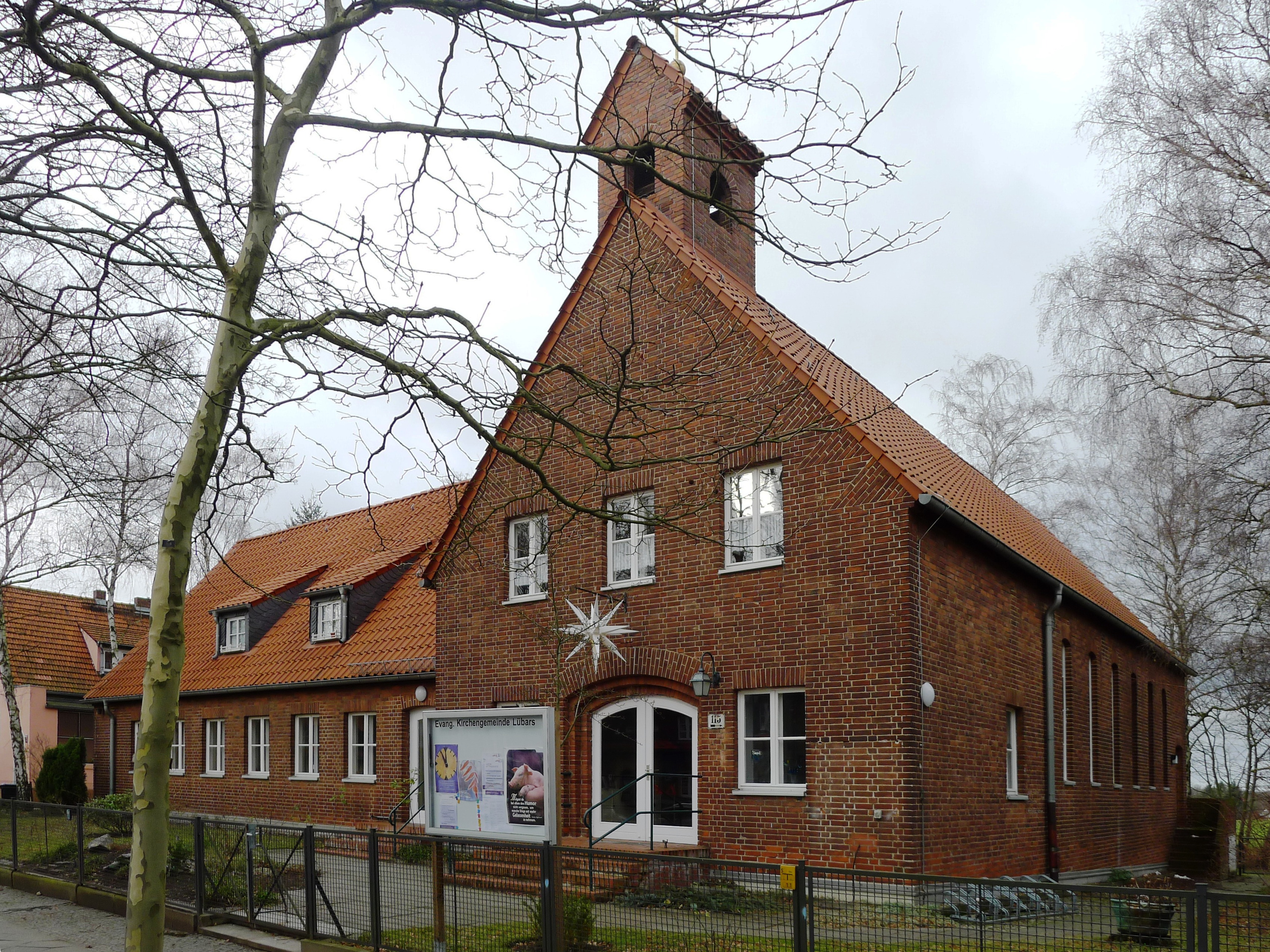
Evangelisches Gemeindehaus Lübars

Das evangelische Gemeindehaus Lübars (ⓘ), 1938–1940 nach Plänen von Winfried Wendland erbaut, steht am Zabel-Krüger-Damm 115 im Berliner Ortsteil Lübars des Bezirks Reinickendorf.
Der T-förmige Gebäudekomplex besteht aus einer Saalkirche und einem rechtwinklig anschließenden Gebäudetrakt, in dem Büro- und Gemeinderäume untergebracht sind. Der eingeschossige Mauerwerksbau ist mit Klinkern verblendet. Der Baukörper mit dem Kirchsaal hat eine eingezogene halbrunde Apsis. Das Portal im Giebel zur Straße hat ein Gewände und ist mit einem Segmentbogen bedeckt.
Die Dachbinder wurden im Innern sichtbar gelassen.
Auf der Empore steht eine Orgel aus der Werkstatt von Wilhelm Sauer. Der Bau wurde 1964 durch Michael v. Möllendorff instand gesetzt und im Innern geringfügig verändert.
Der Dachreiter auf dem Satteldach trägt eine Bronzeglocke. Sie wiegt bei einem Durchmesser von 82 cm und einer Höhe von 66 cm zuzüglich einer Krone von 12 cm 289 kg. Ihre Inschrift lautet: „AVE MARIA GRACI 1540 O REX GLORIE VENI CUM PACE.“